# Lumi i Tiranës
Lumi i Tiranës är ett vattendrag i Albanien.   Det ligger i prefekturen Qarku i Tiranës, i den nordvästra delen av landet, 18 km nordväst om huvudstaden Tirana.
Trakten runt Lumi i Tiranës består till största delen av jordbruksmark.  Runt Lumi i Tiranës är det ganska tätbefolkat, med 248 invånare per kvadratkilometer.